# Аволово, Обафеми
Обафеми Аволово (йоруба Jeremiah Obáfẹ́mi Awólọ́wọ̀; 6 марта 1909, Икенне, Западный регион, Колониальная Нигерия — 9 мая 1987, Икенне, штат Огун, Нигерия) — политический деятель Нигерии. Играл ключевую роль в движении за независимость Нигерии, в политике при Первой и Второй Республиках и в гражданской войне. Он был первым премьером Западного региона, а затем федеральным комиссаром по финансам и заместителем председателя Федерального исполнительного совета во время гражданской войны. Трижды претендовал на высшую должность в своей стране и был очень близок к получению поста. За свои заслуги был удостоен званием Лидер йоруба (йоруба Asiwaju Awon Yoruba, Asiwaju Omo Oodua). Был инициатором принятия прогрессивного социального законодательства, которое сделало Нигерию современной страной.

## Биография
Получил юридическое образование в Лондонском университете (1944—1946 годы). В 1940-х годах входил в нигерийскую партию «Движение нигерийской молодёжи». В 1943 году поддержал создание Нигерийского конгресса профсоюзов. В 1945 году участвовал в создании в Лондоне культурной организации «Эгба Омо Одудува», которая имела целью этническую консолидацию йоруба (был её генеральным секретарём). На её базе создал в 1951 году в Нигерии антиколониальную партию «Группа действия».
В 40-х годах выступил за предоставление региональной автономии этническим группам. Вместе с другим деятелем «Группы действия» — С. Икоку — разработал манифест группы «Вперёд с демократическим социализмом» (сентябрь 1960 года). В 1952—1954 годах — министр по вопросам местного управления, в 1954—1959 годах — премьер-министр Западного района Нигерии. После получения (1960 год) Нигерией независимости в 1967—1972 годах — министр финансов в военном правительстве Я. Говона. В 1978—1983 годах — лидер Партии нигерийского единства.

## Личная жизнь
По этнической принадлежности — йоруба.